# Webnode
Webnode — конструктор сайтів, розроблений чеською компанією Westcom. За допомогою цього сервісу можна створити односторінковий сайт (лендінг, цільову сторінку), сайт-візитку, інтернет-магазин, блог.

## Історія
Розробка конструктора сайтів Webnode почалася у 2006 році й тривала близько півтора року. Офіційна експлуатація сервісу почалася 2008 року.
Найпершою мовною версією була чеська, потім з’явилася словацька. Зараз сервіс доступний  понад двадцятьма мовами.
На кінець 2010 року сервіс мав понад 2 млн користувачів. На кінець 2020 року кількість користувачів перевищила 40 млн.

## Функціонал
Webnode дає змогу створювати вебсторінки за допомогою конструктора drag-and-drop. У підсумку виходять прості персональні сайти, візитки, цільові сторінки та інтернет-магазини з типовим дизайном. Платформа кросбраузерна, підтримує редагування сайтів з мобільних пристроїв. Сервіс пропонує більше 100 унікальних шаблонів для різних типів бізнесу, адаптивний дизайн (шаблони автоматично пристосовуються до екранів мобільних пристроїв), відео-тло, застосування паралакс-ефекту, додавання нових функцій за допомогою HTML-кодів.

## Нагороди
- Срібна нагорода Startup Competition LeWeb'08 Paris[5]